# Бамбара, Жан-Люк
Жан-Люк Бамбара (фр. Jean-Luc Bambara; 1963, Гаранго, Республика Верхняя Вольта) — современный буркинийский скульптор.
Ж.-Л. Бамбара происходит из народности бисси. Он является автором скульптурных изображений святых в кафедральном соборе столицы страны Уагадугу, а также в ряде других церквей Буркина Фасо. Выставки работ Ж.-Л.Бамбара с успехом прошли в Германии, США, Испании и Португалии. Ряд его скульптур установлен на площадях и улицах Уагадугу. Жан-Люк Бамбара является также одним из энтузиастов в развитии и жертвователем буркинийскому Парку Скульптур Лаонго.